# ويليام باركر
ويليام باركر (بالإنجليزية: William Henry Parker II)‏ (و. – 1843 م) هو كتبي، من المملكة المتحدة لبريطانيا العظمى وإيرلندا.

## جوائز
حصل على جوائز منها:
- Freedom of the City [الإنجليزية]‏ (31 أكتوبر 1823).[2]